# Scaphochlamys
Genre
Classification APG II (2003)
Scaphochlamys est un genre de plantes à fleurs de la famille des Zingiberaceae. Il compte une trentaine d'espèces.
La distribution du genre Scaphochlamys s'étend du Sud de la Thaïlande (quatre espèces) via la péninsule Malaise jusqu'au Nord de Bornéo (quatre espèces) et Sumatra (une espèce). Le centre de biodiversité est la péninsule Malaise.
La première description du genre Scaphochlamys a été faite en 1892 par John Gilbert Baker dans The Flora of British India, 6, S. 252 (Editeur Dalton Hooker)[.
Le Type nomenclatural est Scaphochlamys malaccana Baker., qui fut la seule espèce décrite lors de la première publication sur ce genre. Un synonyme pour Scaphochlamys Baker est Hitcheniopsis (Baker) Ridl. .

## Liste d'espèces
Selon World Checklist of Selected Plant Families (WCSP) (14 sept 2011) :

## Espèces aux noms synonymes, obsolètes et leurs taxons de référence
Selon World Checklist of Selected Plant Families (WCSP) (14 sept 2011) :